# Tom Meade
Thomas „Tom“ Meade (* 19. Januar 1939 in Hollywood, Kalifornien; † 1. August 2013 in Los Angeles) war ein US-amerikanischer Automobildesigner, der in den 1960er-Jahren eine Reihe individueller Karosserien vor allem für Ferrari-Chassis schuf. Meade war ein Autodidakt, der vornehmlich in Italien arbeitete. Zu seinen bekanntesten Werken gehören die Sportwagen der Thomassima-Reihe sowie die Nembo-Ferraris, die in Zusammenarbeit mit kleinen Karosseriewerken in Modena entstanden.

## Biografie
Meade wurde in Hollywood geboren. Von seiner alleinerziehenden Mutter betreut, verbrachte er seine Kindheit in Australien und Hawaii. Eine Quelle beschreibt das Leben der beiden zu dieser Zeit als das von Hippies oder Aussteigern. Die High School absolvierte Meade in Kalifornien. Von 1957 bis 1960 diente er in der US Navy, die ihn zum Flugzeugelektroniker ausbildete und an verschiedenen Orten weltweit einsetzte.

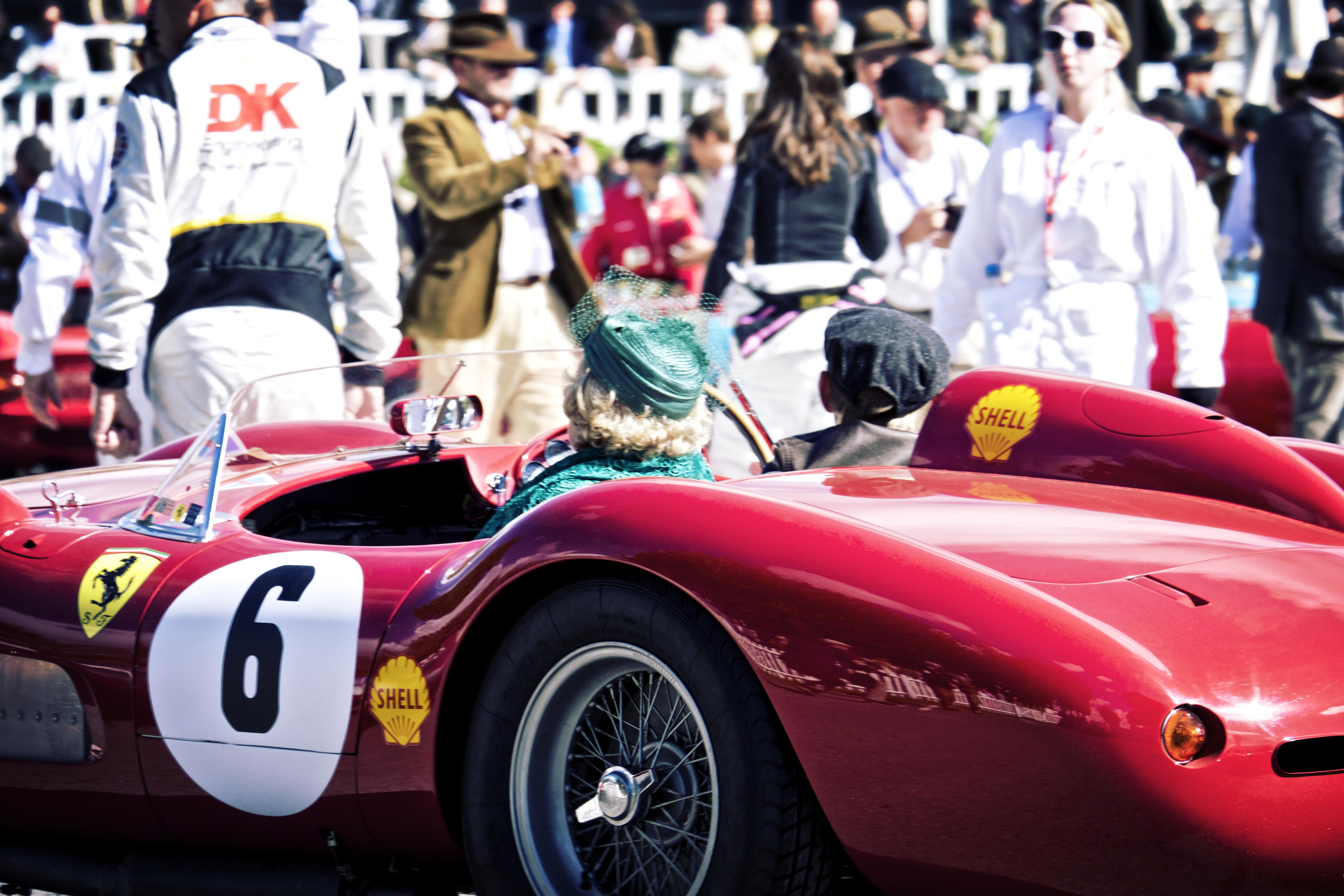
Ferrari 500 TRC

Nach verbreiteter Darstellung weckte der Anblick des Hecks eines drei Jahre alten Ferrari 500TRC im kalifornischen Newport Beach 1960 Meades Begeisterung für italienische Sportwagen. Der Eigentümer des Autos wies ihn darauf hin, dass solche Fahrzeuge in gebrauchtem Zustand in Italien leicht und preiswert zu bekommen seien. Meade fuhr daraufhin mit dem Ziel, einen Ferrari oder Maserati zu erwerben, mit sehr begrenzten Mitteln nach Europa. Mit einem norwegischen Frachter kam er zunächst nach Stavanger und reiste von dort innerhalb eines halben Jahres über mehrere Stationen in England und Spanien nach Italien. In Genua erwarb er ein fahruntaugliches Motorrad, das er in einer örtlichen Werkstatt wieder herrichtete und dabei Italienisch lernte. Damit fuhr er nach Rom. Zufällig kam er dort mit dem italienischen Filmproduzenten Dino De Laurentiis in Kontakt, der zu dieser Zeit in Cinecittà die Komödie Liebenswerte Gegner (I due nemici, englischer Verleihtitel: Best of Enemies) mit David Niven in der Hauptrolle drehte. De Laurentiis gab Meade eine Statistenrolle in diesem Film, für die er mehrere Monate lang auf Abruf bereit sein musste.
Nachdem er nach Modena weitergereist war, kam Meade über eine Zufallsbekanntschaft mit Giorgio Neri und Luciano Bonacini in Kontakt, den Inhabern des Karosseriebauunternehmens Neri e Bonacini, sowie mit Medardo Fantuzzi, der die Carrozzeria Fantuzzi führte. Von Fantuzzi lernte er Grundzüge des Spenglerhandwerks.
Von 1960 bis 1970 lebte und arbeitete Mead im Wesentlichen in Modena. Er bestritt seinen Lebensunterhalt in dieser Zeit damit, ältere italienische Sport- und Rennwagen zu restaurieren und an US-amerikanische Kunden zu verkaufen. Einige Autos überarbeitete er technisch und äußerlich nach Maßgabe individueller Kundenwünsche. Zwischen 1964 und 1970 entwarf Meade außerdem eine Reihe individueller Sportwagen, die er mit Unterstützung der Karosseriebauunternehmen Drogo, Fantuzzi und Neri e Bonacini in Modena in Einzelstücken verwirklichte. Hierzu gehören einerseits die Nembo Ferraris und andererseits die Thomassima-Sportwagen, von denen drei Unikate entstanden.
Nach der Fertigstellung des Thomassima III gab Meade 1970 seinen Betrieb in Modena auf und wandte sich auch vom Automobilgeschäft ab. Sein Material, darunter der Thomassima III und zahlreiche Einzelteile historischer Ferraris und Maseratis, brachte er in einem Lagerhaus in der Nähe des Comer Sees unter, wo sie nach wie vor verwahrt werden. Meade zog sich für fast zwei Jahrzehnte in den südpazifischen Raum zurück; unter anderem lebte er einige Jahre in Indonesien. 1993 kehrte er nach Kalifornien zu seiner Mutter zurück, die er bis zu ihrem Tod betreute. Im 21. Jahrhundert entwickelte Meade die Idee des Sportwagens Thomassima IV, der sich an dem Prototyp Ferrari 333SP von 1993 orientieren sollte. Meade vollendete das Projekt nicht. Er starb 2014 im Alter von 74 Jahren in Los Angeles.

## Werk
Seit den frühen 1960er-Jahren wohnte Meade in Modena. Er hatte einige Garagen an der Rennstrecke Autodromo di Modena gemietet und sich darüber eine Wohnung eingerichtet. In der Automobilszene der Terre dei Motori, die ihr Zentrum in Modena hatte, war Meade stark vernetzt. Er kannte die Inhaber der meisten Karosseriebaubetriebe der Region und hatte enge Beziehungen zum Personal von Ferrari und Maserati, später auch von Lamborghini. Vielfach halfen die Mitarbeiter dieser Unternehmen nach Feierabend oder am Wochenende bei Meade aus. Meade hatte auch umfangreiche Kontakte zu amerikanischen Kunden und Sammlern, darüber hinaus zu Rennfahrern wie Lloyd Casner und Rennstallbetreibern wie Carroll Shelby.
In diesem Umfeld restaurierte und modifizierte Meade jahrelang ältere Ferraris und Maseratis und baute daneben in kleinem Umfang eigene Autos, deren Formen er selbst gestaltete.

### Meades Maseratis
Meades erstes selbst gebautes Auto war ein Sportwagen auf dem Chassis eines 1956 hergestellten Maserati 350S. Er ersetzte – wahrscheinlich in Zusammenarbeit mit Fantuzzi – die ursprüngliche Karosserie durch einen neuen Entwurf. Die Motorisierung ist nicht zweifelsfrei geklärt. Allgemein wird angenommen, das Auto habe den regulären Zwölfzylinder-V-Motor von Maserati behalten; einzelne Quellen behaupten dagegen, Meade habe den Wagen mit einem Achtzylinder-V-Motor von Chevrolet ausgestattet. Meade exportierte den Wagen in die USA, wo er bei einem Unfall zerstört wurde. Danach überarbeitete er noch zwei oder drei Maserati 200S sowie einen weiteren 350S.

### Restaurationen und Modifikationen

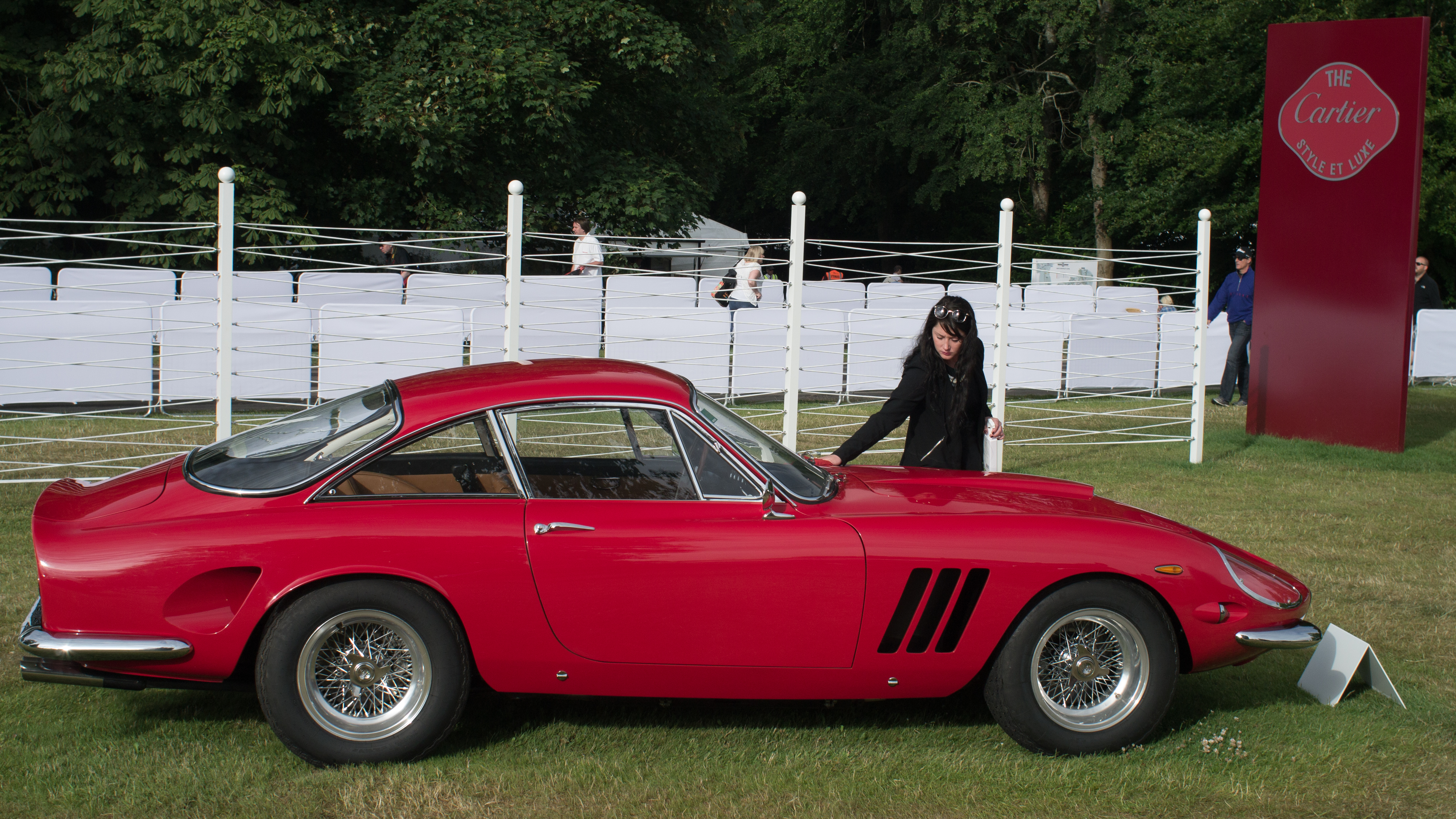
Von Meade neu überarbeiteter Ferrari 250 GT Lusso

In den 1960er-Jahren restaurierte und modifizierte Meade verschiedene Ferrari-Fahrzeuge nach individuellen Kundenwünschen. Zu seinen Arbeiten gehörten auch Karosserieänderungen. So wurden in mehreren Fällen unter anderem Frontpartien von Rennsportautos an Straßenfahrzeuge montiert. Ein bekanntes Beispiel dafür ist der Umbau eines Ferrari 250 GT Lusso, der im Auftrag der Industriellen Luciano und Gianfranco Pederzani eine abfallende Frontpartie und verdeckte Scheinwerfern im Stil der Nembo-Ferraris erhielt. Den Umbau nach Meade-Entwürfen nahm Fantuzzi vor.

### Die Thomassima-Reihe
Die Thomassima-Reihe besteht aus drei Einzelstücken, die zwischen 1964 und 1968 hergestellt wurden. Alle Fahrzeuge verwenden – allerdings in unterschiedlichem Maße – Ferrari-Technik. 

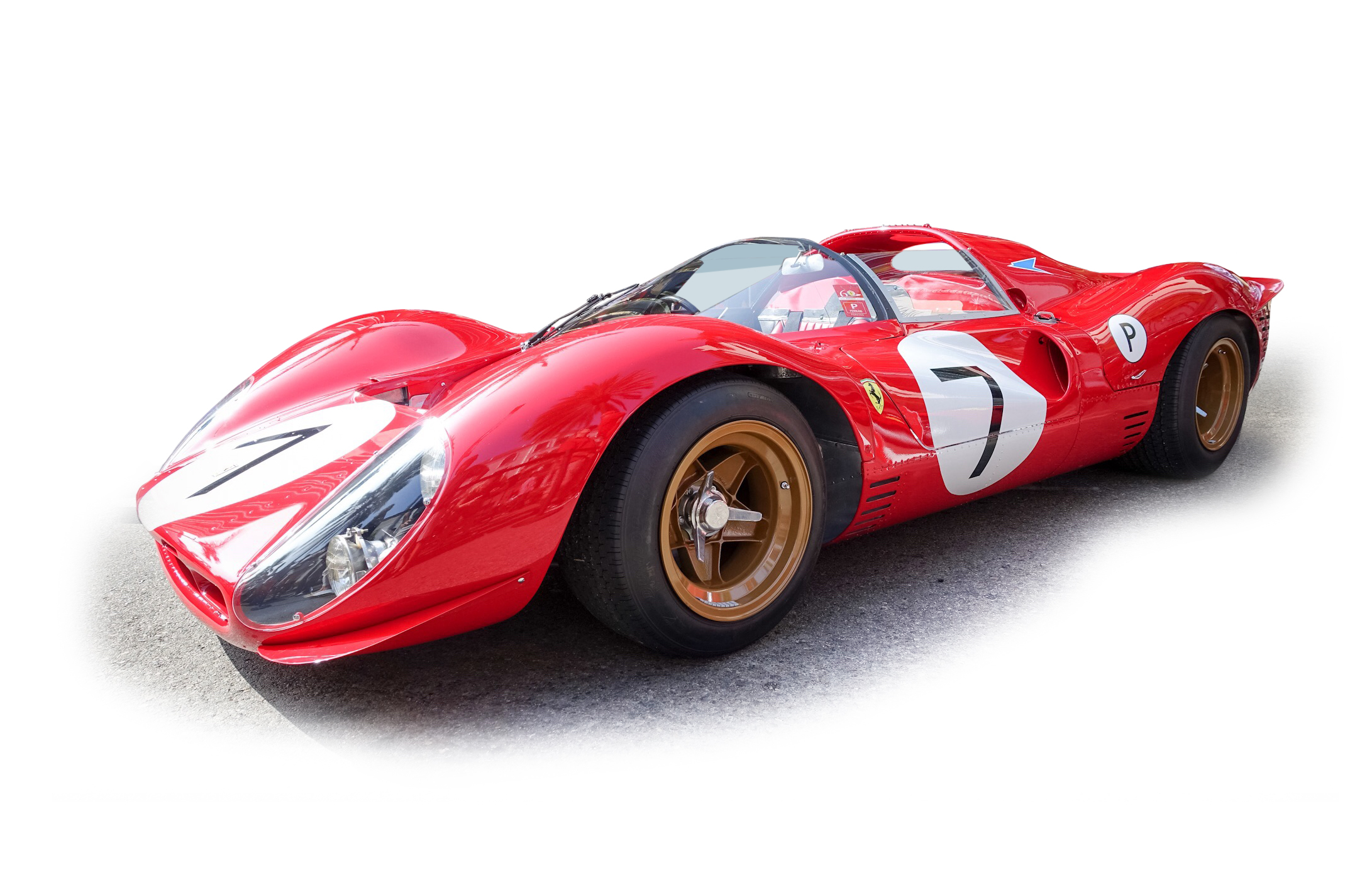
Stilistisches Vorbild für Tom Meades Thomassima II: Ferrari 330P4

Die ersten beiden Autos entstanden im Auftrag US-amerikanischer Kunden, den Thomassima III hingegen baute Meade aus eigener Initiative. Zum Thomassima I gibt es sehr unterschiedliche Darstellungen. Die in den gängigen Quellen zu findenden Beschreibungen und Abbildungen des Thomassima I widersprechen den Darstellungen Tom Meades hierzu grundlegend. Möglicherweise wurde der Thomassima I bei der Überschwemmung in Florenz 1966 zerstört. Der Thomassima II von 1967 ist ein Mittelmotorsportwagen, der sich stilistisch stark an die Rennsportwagen Ferrari 330P3 bzw. 330P4 anlehnt, mit denen die Scuderia Ferrari 1966 und 1967 werksseitig an der Sportwagen-Weltmeisterschaft teilnahm. Für ihn griff Meade nicht auf einen regulären Ferrari-Rahmen zurück, sondern konstruierte neben der Karosserie auch den Rahmen selbst. Der Thomassima II wurde nach längerer Restaurierungsphase 2015 für einen Preis von 9.000.000 $ zum Kauf angeboten. Der Thomassima III von 1968 schließlich baute auf einem Ferrari-250-GT-Chassis auf. Der Frontmotorsportwagen erhielt eine Meade-Karosserie mit stilistischen Anklängen an die Hot-Rod-Kultur: Die Fahrgastzelle ist weit zurückgesetzt und sehr niedrig, die Kotflügel haben ausgeprägte Rundungen, und die seitlichen Auspuffrohre sind in sich verdreht. Meade hielt den Thomassima III für seinen besten Entwurf. Der Thomassima II gehörte bis 2015 einem US-amerikanischen Sammler und wird zeitweise als Leihgabe im Ferrari-Museum ausgestellt, der Thomassima III ist im Besitz der Familie von Tom Meade.
Thomassima-Modelle werden nicht als klassische Ferraris anerkannt.

### Nembo Ferraris

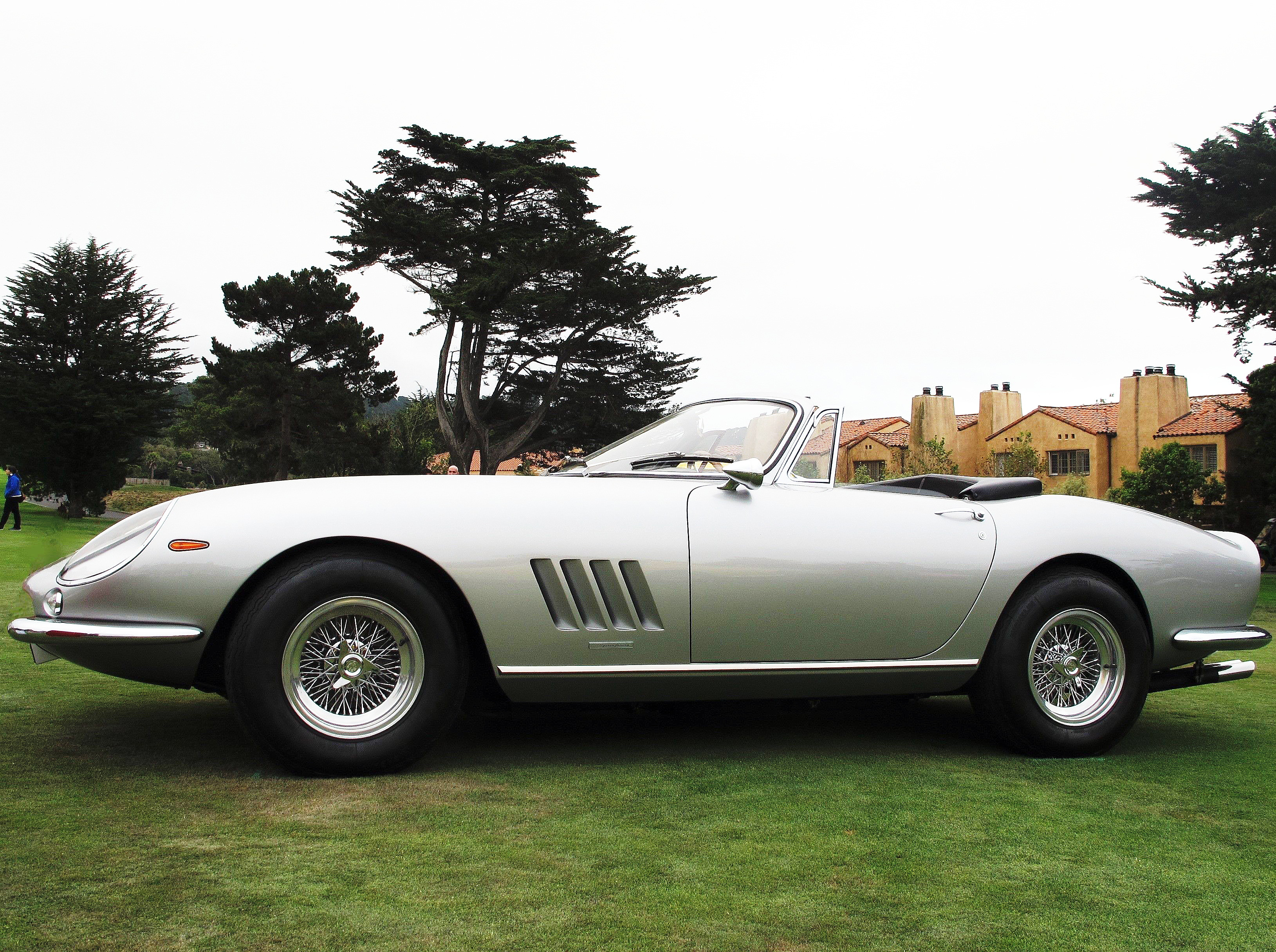
Tom Meades Entwurf für einen Nembo Spyder nachempfunden: Ferrari 275 GTB/4 NART Spyder

Von 1965 bis 1967 baute Neri e Bonacini drei oder vier Sonderkarosserien für ältere Ferrari-Fahrgestelle, die die Bezeichnung Nembo erhielten. Mindestens zwei – vielleicht auch drei – Autos waren Spyder, eines war ein Coupé. An der Gestaltung dieser Sondermodelle war jeweils Tom Meade beteiligt. Einigen Quellen zufolge war er der alleinige Urheber des Designs; andere beschränken seine Rolle auf die einer Mitwirkung. Sein Spyder-Entwurf wurde 1967 zur Grundlage für den Ferrari 275 GTB/4 NART Spyder, den Scaglietti als Alternative zu dem schlichteren Werks-Spyder im Auftrag von Luigi Chinetti 1967 in zehn Exemplaren für den nordamerikanischen Markt herstellte. 1990 baute Giorgio Neri, einer der ehemaligen Inhaber von Neri e Bonacini, im Auftrag eines britischen Kunden einen weiteren Nembo Spyder, dessen Form sich weitestgehend an dem von Tom Meade (mit-)entwickelten Design der Originale aus den 1960er-Jahren orientiert. Insbesondere die Nembo Spyder werden von vielen als die schönsten jemals gebauten Ferraris mit Sonderkarosserie angesehen.

### Tom Meade und Carroll Shelby
Der Texaner Carroll Shelby hatte zu Beginn der 1960er-Jahre den AC Ace schrittweise zum AC Cobra weiterentwickelt. Nachdem das Konzept an seine Grenzen gestoßen war, plante Shelby 1967 die Entwicklung eines Cobra-Nachfolgers, der inoffiziell als Shelby Lonestar bezeichnet wurde. Das Auto wurde in Großbritannien von Len Bailey entworfen; bei Maurice Gomm in Woking entstand mindestens ein Prototyp. Tom Meade berichtete in einem Interview, Shelby sei 1968 an ihn mit der Bitte herangetreten, den neuen Cobra zu bauen. Das Lonestar-Projekt wurde allerdings nicht weiterverfolgt, weil Shelby angesichts strenger werdender Sicherheits- und Umweltbestimmungen keinen ausreichenden Markt für ein Auto dieser Auslegung sah und seinen Betrieb letztlich an Ford verkaufte.

## Bedeutung
Eine Dokumentation aus dem Jahr 2015 beschreibt Meade sinngemäß als „einen Amerikaner in Italien, der das gemacht hat, was wir alle zu tun wünschten“. Für das Magazin Top Gear war Meade „vielleicht nur eine Fußnote in der Geschichte Ferraris; aber er hinterließ ein einzigartiges automobiles Erbe.“